# Cantonul Sisteron
Cantonul Sisteron este un canton din arondismentul Forcalquier, departamentul Alpes-de-Haute-Provence, regiunea Provence-Alpes-Côte d'Azur, Franța.

## Comune
- Authon
- Entrepierres
- Mison
- Saint-Geniez
- Sisteron (reședință)